# Huke
Huke (20 de abril de 1981) es un ilustrador japonés, conocido por crear el personaje original Black★Rock Shooter. El personaje sirvió de inspiración a Ryo, de Supercell, para componer una canción basada en él en 2008. Desde entonces, la popularidad del personaje ha creado una saga completa, con manga y videojuegos. También ha diseñado los personajes de Steins;Gate.

## Biografía
Tras graduarse del instituto se unió a una escuela especial para animadores. Su carrera como profesional empezó en una compañía de juegos y estaba involucrado en el diseño de los personajes. Finalmente, dimitió y se convirtió en freelance, creando conceptos originales a partir de su experiencia como profesional. Se encargó de realizar ilustraciones de Metal Gear Solid, y luego abrió su propio blog y se registró en Pixiv.
El 26 de diciembre de 2007, Huke subió una ilustración de su personaje original, Black★Rock Shooter. La ilustración inspiró a Ryo, compositor de la banda Supercell, a componer una canción basada en el personaje. La canción se lanzó en el álbum Supercell. Su versión comercial alcanzó la calificación de Gold (100.000 copias vendidas en menos de un año), otorgado por la RIAC. Huke se unió a Supercell y realizó las ilustraciones para el vídeo musical de la canción, así como los diversos artworks de la banda.
Además de Black Rock Shooter, Huke también ha trabajado en la novela visual Steins;Gate, producida en cooperación por 5pb. y Nitroplus, en 2009. La popularidad del juego ha hecho que se produzca una adaptación en forma de anime, el cual empezó su emisión en abril de 2011.
Huke es miembro de Team Fullmecha, un círculo de ilustradores conocidos por haber creado algunos diseños de la saga Metal Gear.
También, en 2020 debutó una de los miembros de Hololive Production, Takanashi Kiara, cuyo diseño fue hecho por Huke mismo, además de durante los 2 primeros meses desde su debut ser muy activo en el chat de los directos.

## Trabajos
- Metal Gear Solid (Instrucciones del libreto, Ilustraciones)
- Metal Gear Solid 3 (Instrucciones del libreto)
- Metal Gear Solid 4 (Diseño de personajes)
- Metal Gear Solid Portable OPS (Diseño de personajes)
- Metal Gear Solid Portable OPS + (Diseño de personajes)
- Metal Gear Acid 2 (Ilustraciones del Manga Web)
- Steins;Gate (Diseño de personajes)[2]
- Black★Rock Shooter (Creador original)[1]
- Fate/Extra (Diseño de joyas y tesoros)
- CD de Supercell "Utakata Hanabi/Hoshi ga Matataku Konna Yoru ni" (Ilustración de la portada)
- [2008] Libro de Kazuyoshi Izumi "EreGY" (エレGY?) (Ilustración de la portada)
- [2011] Libro de Kazuyoshi Izumi "Watashi no Owari" (私のおわり?) (Ilustraciones)
- [2020] Diseño de personaje de Takanashi Kiara, miembro de la 1.ª generación de Hololive EN.